# Angelo Fiore
(da Il supplente)
Angelo Fiore (Palermo, 1908 – Palermo, dicembre 1986) è stato uno scrittore italiano.
Lavorò come impiegato statale a Palermo. Dopo il 1943, prestò servizio come interprete per l'Esercito Americano in Sicilia e di seguito come insegnante di inglese negli istituti tecnici. Esordì nel 1963 con una raccolta di racconti dal titolo Un caso di coscienza per Lerici, tenuta a battesimo da Romano Bilenchi e Mario Luzi. Con Vallecchi uscirono, poi, i romanzi Il supplente (1964), Il lavoratore (1967, per il quale si aggiudicò uno dei due premi Selezione Marzotto), L'incarico (1970) e Domanda di prestito (1976). Il suo ultimo romanzo, L'erede del Beato, fu pubblicato da Rusconi nel 1981 con una nota critica di Geno Pampaloni. 
Poco prima della morte, avvenuta nel 1986 all'età di 78 anni, gli venne attribuito a Palermo il Premio Internazionale Mediterraneo. 
Benché appoggiato e stimato da eminenti studiosi e critici, non riuscì a farsi notare dal grande pubblico, anche per il suo stile complesso e per il proprio carattere schivo e poco accomodante.

## Stile
Il suo stile secco e scostante lo avvicina a Federigo Tozzi, ma l'afflato spirituale è qui molto più sentito, ricordando per certi versi Georges Bernanos. La scrittura di Fiore raggiunge intensità liriche notevoli che danno alla narrazione un'impronta allucinatoria. Nei suoi romanzi vi è descritto un universo in disfacimento, dove un'umanità ingobbita dalla meschinità vive di continui raggiri e di sospetti. Il protagonista è sempre un forestiero che non riesce a farsi accettare nel consorzio umano dove, senza motivo, si è venuto a trovare. La vita è quindi sempre procrastinata a un domani di affermazione o di liberazione, ma che, per l'inettitudine propria del protagonista, non avverrà mai.

## Poetica
(da Il lavoratore)
L'idea di fondo della scrittura di Angelo Fiore è che la morte di Dio abbia lasciato l'uomo in balia di se stesso. Per Fiore la morte di Dio è dovuta ad un difetto originario, insito nella natura dell'uomo, quel residuo di male che si traduce in mancanza di amore, incapacità di riceverlo e incapacità di sentirlo o di offrirlo al prossimo. Mancando l'amore, manca di conseguenza il senso della vita, la quale diventa così una carriera spirituale che porta l'uomo a inseguire senza fine una certezza che non arriverà. La visione della vita, in Fiore, è assolutamente pessimista perché non vi è possibilità di riscatto, l'uomo è fatuo, in balia di continui arrovellamenti e delle sue passioni che non gli portano nessuna felicità, sempre in attesa di un evento risolutore. Dio, per Fiore, esiste in quanto manca di esistenza e la sua vita è un peregrinare sulla terra nella assoluta mancanza di un progetto o di un fine. Forte è quindi l'impatto teologico di Fiore che cita, nelle lettere e nei romanzi, la massima di Friedrich Nietzsche deus sive vita. Benché generalmente la narrazione ruoti intorno a un personaggio principale, è l'umanità nel suo complesso a essere inadatta a vivere, ad aver perso, cioè, la capacità di trarre un senso dal caos dell'esistenza.

## Opere
- 1963 Un caso di coscienza, (racconti), Lerici.
  - Il paziente
  - Un caso di coscienza
  - I sordomuti
  - Il concetto di libertà
  - Il licenziamento
  - Il veleno per i topi
  - Il bilancio
  - L'antropofago
  - Una sconfitta
  - Il mago
  - Il problema di Rodolfo Traina
- 1964 Il supplente, Vallecchi.
- 1967 Il lavoratore, Vallecchi.
- 1970 L'incarico, Vallecchi.
- 1976 Domanda di prestito, Vallecchi.
- 1981 L'erede del Beato, Rusconi.

## Ristampe
- 1987 Il supplente, Pungitopo editrice.
- 2014    " L'Incarico" , Pungitopo editrice

Recentemente, sono uscite alcune ristampe a cura di Antonio Pane.
- 2002 Un caso di coscienza e altri racconti, Mesogea.
- 2004 L'erede del Beato, Mesogea.
- 2010 Il supplente, ISBN Edizioni